# U-129 (1941)

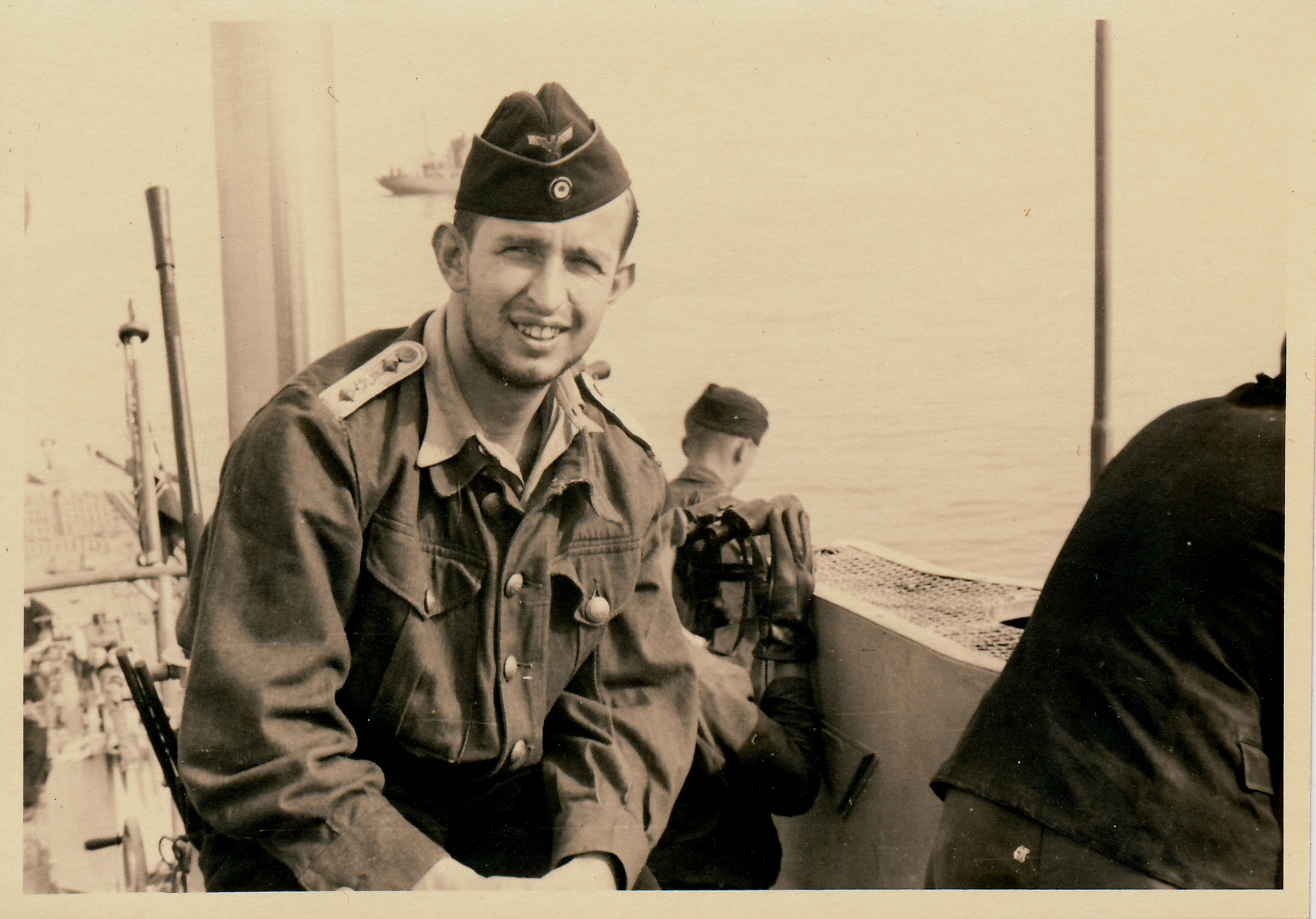
Бортовий лікар Армін Вандель на містку U-129

| U-129                                                                                                | U-129 | U-129 |
| --- | --- | --- |
| U 129                                                                                                | | |
| | | |
| Зображення підводного човна U-505, однотипного з U-125                                               | | |
| Верф                                                                                                 | Deutsche Schiff- und Maschinenbau, AG Weser, Бремен | Deutsche Schiff- und Maschinenbau, AG Weser, Бремен |
| Під прапором                                                                                         | Третій Рейх | Третій Рейх |
| Належність                                                                                           | Крігсмаріне | Крігсмаріне |
| Порт приписки                                                                                        | Кіль Лор'ян | Кіль Лор'ян |
| Замовлення                                                                                           | 7 серпня 1939 | 7 серпня 1939 |
| Закладений                                                                                           | 30 липня 1940 | 30 липня 1940 |
| Спуск на воду                                                                                        | 28 лютого 1941 | 28 лютого 1941 |
| Введений до складу флоту                                                                             | 21 травня 1941 | 21 травня 1941 |
| На службі                                                                                            | 1941—1944 | 1941—1944 |
| Загибель                                                                                             | 18 серпня 1944 року затоплений у Лор'яні | 18 серпня 1944 року затоплений у Лор'яні |
| Сучасний статус                                                                                      | піднятий та розібраний на брухт | піднятий та розібраний на брухт |
| Бойовий досвід                                                                                       | Друга світова війна Битва за Атлантику Кампанія в Карибському морі | Друга світова війна Битва за Атлантику Кампанія в Карибському морі |
| Проєкт                                                                                               | | |
| Тип ПЧ                                                                                               | великий океанський торпедний ДПЧ | великий океанський торпедний ДПЧ |
| Основні характеристики                                                                               | | |
| Швидкість (надводна)                                                                                 | 18,2 вузла (33,7 км/год) | 18,2 вузла (33,7 км/год) |
| Швидкість (підводна)                                                                                 | 7,3 (13,5 км/год) | 7,3 (13,5 км/год) |
| Робоча глибина занурення                                                                             | 100 м | 100 м |
| Гранична глибина занурення                                                                           | 230 м | 230 м |
| Дальність плавання                                                                                   | 64 милі (119 км) на швидкості 4 вузли (7,4 км/год) (у підводному положенні) 13 450 морських миль (24 910 км на швидкості 10 вузлів (19 км/год) (у надводному положенні) | 64 милі (119 км) на швидкості 4 вузли (7,4 км/год) (у підводному положенні) 13 450 морських миль (24 910 км на швидкості 10 вузлів (19 км/год) (у надводному положенні) |
| Екіпаж                                                                                               | 48 офіцерів та матросів | 48 офіцерів та матросів |
| Розміри                                                                                              | | |
| Довжина найбільша (по КВЛ)                                                                           | 76,76 м | 76,76 м |
| Ширина корпусу найб.                                                                                 | 6,76 м | 6,76 м |
| Висота                                                                                               | 9,6 м | 9,6 м |
| Середня осадка (по КВЛ)                                                                              | 4,7 м | 4,7 м |
| Водотоннажність надводна                                                                             | 1120 т | 1120 т |
| Силова установка                                                                                     | | |
| Дизель-електрична: 2 дизельні двигуни MAN M 9 V 40/46 2 електродвигуни Siemens-Schuckert 2 GU 345/34 | | |
| Гвинти                                                                                               | 2 | 2 |
| Потужність                                                                                           | 2 × 2 200 к.с. (дизелі) 2 × 740 к.с. (електродвигуни) | 2 × 2 200 к.с. (дизелі) 2 × 740 к.с. (електродвигуни) |
| Озброєння                                                                                            | | |
| Артилерія                                                                                            | 1 × 105-мм палубна гармата SK C/32 | 1 × 105-мм палубна гармата SK C/32 |
| Торпедно- мінне озброєння                                                                            | 4 носових і 2 кормових ТА; 22 торпеди або 44 міни TMA чи 66 TMB | 4 носових і 2 кормових ТА; 22 торпеди або 44 міни TMA чи 66 TMB |
| ППО                                                                                                  | 1 × 37-мм зенітна гармата SKC/30 2 (1 × 2) × 20-мм зенітні гармати FlaK 30                                                                                              | 1 × 37-мм зенітна гармата SKC/30 2 (1 × 2) × 20-мм зенітні гармати FlaK 30                                                                                              |

U-129 — німецький великий океанський підводний човен типу IXC, що входив до складу Військово-морських сил Третього Рейху за часів Другої світової війни. Закладений 30 липня 1940 року на верфі Deutsche Schiff- und Maschinenbau, AG Weser у Бремені. Спущений на воду 28 лютого 1941 року, а 21 травня 1941 року корабель увійшов до складу ВМС нацистської Німеччини.

## Історія служби
U-129 належав до серії німецьких підводних човнів типу IXC, великих океанських човнів, призначених діяти на морських комунікаціях противника на далеких відстанях у відкритому океані. Човнів цього типу було випущено 54 одиниці і вони дуже успішно та результативно проявили себе в ході бойових дій в Атлантиці. 21 травня 1941 року U-128 розпочав службу у складі 4-ї навчальної флотилії, а з 1 липня 1941 року — після завершення підготовки — перейшов до бойового складу 2-ї флотилії ПЧ Крігсмаріне.
З серпня 1941 року і до липня 1944 року U-129 здійснив 10 бойових походів в Атлантичний океан, в яких провів 731 день. Човен посів 16-те місце серед найрезультативніших підводних човнів Крігсмаріне, що діяли за роки Другої світової війни, потопивши 29 суден загальною водотоннажністю 143 748 тонн.
4 липня 1944 року човен списали з бойового складу флоту і 18 серпня затопили біля Лор'яну. У травні 1945 року американські війська підняли затоплений човен і передали його французькій владі. В 1946 році U-129 порізали на метал.

## Командири
- Капітан-лейтенант Ніколай Клаузен (21 травня 1941 — 13 травня 1942);
- Корветтен-капітан Ганс-Людвіг Вітт (14 травня 1942 — 8 липня 1943);
- Оберлейтенант-цур-зее Ріхард фон Гарпе (12 липня 1943 — 19 липня 1944).

## Перелік уражених U-129 суден у бойових походах
| №                                                                 | Дата             | Командир ПЧ              | Назва            | Тип                | Належність      | Водотоннажність (брт) | Вантаж | Конвой        | Результат та координати                                                | Наслідки атаки для екіпажу      | Прим. |
| ----------------------------------------------------------------- | ---------------- | ------------------------ | ---------------- | ------------------ | --------------- | --------------------- | --- | ------------- | ---------------------------------------------------------------------- | ------------------------------- | ----- |
| Четвертий похід (25.01—05.04.1942, 71 доба; Лор'ян—Лор'ян)        |                  |                          |                  |                    |                 |                       | |               |                                                                        |                                 |       |
| 1                                                                 | 20 лютого 1942   | KptLt Ніколай Клаузен    | Nordvangen       | суховантажне судно | Норвегія        | 2 400                 | боксити |               | потоплено 10°50′ пн. ш. 60°54′ зх. д. / 10.833° пн. ш. 60.900° зх. д.  | 24 (усі загинули)               |       |
| 2                                                                 | 23 лютого 1942   | KptLt Ніколай Клаузен    | George L. Torian | суховантажне судно | Канада          | 1 754                 | боксити |               | потоплено 9°13′ пн. ш. 59°04′ зх. д. / 9.217° пн. ш. 59.067° зх. д.    | 19 (15 загинули та 4 вижили)    |       |
| 3                                                                 | 23 лютого 1942   | KptLt Ніколай Клаузен    | West Zeda        | суховантажне судно | США             | 5 658                 | Частина вантажу хромової руди як баласт |               | потоплено 9°13′ пн. ш. 59°04′ зх. д. / 9.217° пн. ш. 59.067° зх. д.    | 35 (усі вижили)                 |       |
| 4                                                                 | 23 лютого 1942   | KptLt Ніколай Клаузен    | Lennox           | суховантажне судно | Канада          | 1 904                 | боксити |               | потоплено 9°15′ пн. ш. 58°30′ зх. д. / 9.250° пн. ш. 58.500° зх. д.    | 20 (2 загинули та 18 вижили)    |       |
| 5                                                                 | 28 лютого 1942   | KptLt Ніколай Клаузен    | Bayou            | суховантажне судно | Панама          | 2 605                 | магнієва руда |               | потоплено 8°08′ пн. ш. 55°14′ зх. д. / 8.133° пн. ш. 55.233° зх. д.    | 25 (24 загинули та 1 вцілілий)  |       |
| 6                                                                 | 3 березня 1942   | KptLt Ніколай Клаузен    | Mary             | суховантажне судно | США             | 5 104                 | вантаж за ленд-лізом |               | потоплено 8°25′ пн. ш. 52°50′ зх. д. / 8.417° пн. ш. 52.833° зх. д.    | 34 (1 загиблий та 33 вижили)    |       |
| 7                                                                 | 7 березня 1942   | KptLt Ніколай Клаузен    | Steel Age        | суховантажне судно | США             | 6 188                 | марганцева руда |               | потоплено 6°45′ пн. ш. 53°15′ зх. д. / 6.750° пн. ш. 53.250° зх. д.    | 35 (34 загиблих та 1 вцілілий)  |       |
| П'ятий похід (20.05—21.08.1942, 94 доби; Лор'ян—Лор'ян)           |                  |                          |                  |                    |                 |                       | |               |                                                                        |                                 |       |
| 8                                                                 | 10 червня 1942   | KrvKpt. Ганс-Людвіг Вітт | L.A. Christensen | суховантажне судно | Норвегія        | 4 632                 | баласт |               | потоплено 27°44′ пн. ш. 63°54′ зх. д. / 27.733° пн. ш. 63.900° зх. д.  | 31 (усі вижили)                 |       |
| 9                                                                 | 12 червня 1942   | KrvKpt. Ганс-Людвіг Вітт | Hardwicke Grange | суховантажне судно | Велика Британія | 9 005                 | 700 тонн рефрижераторних вантажів |               | потоплено 25°45′ пн. ш. 65°45′ зх. д. / 25.750° пн. ш. 65.750° зх. д.  | 78 (3 загинули та 75 вижили)    |       |
| 10                                                                | 17 червня 1942   | KrvKpt. Ганс-Людвіг Вітт | Millinocket      | суховантажне судно | США             | 3 274                 | 4300 тонн бокситової руди |               | потоплено 23°12′ пн. ш. 79°58′ зх. д. / 23.200° пн. ш. 79.967° зх. д.  | 35 (11 загинули та 24 вижили)   |       |
| 11                                                                | 27 червня 1942   | KrvKpt. Ганс-Людвіг Вітт | Tuxpam           | танкер             | Мексика         | 7 008                 | баласт |               | потоплений 20°15′ пн. ш. 96°20′ зх. д. / 20.250° пн. ш. 96.333° зх. д. | 39 (8 загинули та 31 вцілілий)  |       |
| 12                                                                | 27 червня 1942   | KrvKpt. Ганс-Людвіг Вітт | Las Choapas      | танкер             | Мексика         | 2 005                 | 16 000 барелів сирої нафти |               | потоплений 20°15′ пн. ш. 96°20′ зх. д. / 20.250° пн. ш. 96.333° зх. д. | 32 (4 загинули та 28 вижили)    |       |
| 13                                                                | 1 липня 1942     | KrvKpt. Ганс-Людвіг Вітт | Cadmus           | суховантажне судно | Норвегія        | 1 855                 | банани |               | потоплено 22°50′ пн. ш. 92°30′ зх. д. / 22.833° пн. ш. 92.500° зх. д.  | 22 (2 загинули та 18 вижили)    |       |
| 14                                                                | 2 липня 1942     | KrvKpt. Ганс-Людвіг Вітт | Gundersen        | суховантажне судно | Норвегія        | 1 841                 | банани |               | потоплено 23°33′ пн. ш. 92°35′ зх. д. / 23.550° пн. ш. 92.583° зх. д.  | 26 (1 загиблий та 25 вцілілих)  |       |
| 15                                                                | 4 липня 1942     | KrvKpt. Ганс-Людвіг Вітт | «Туапсе»         | танкер             | СРСР            | 6 320                 | баласт |               | потоплений 22°13′ пн. ш. 86°06′ зх. д. / 22.217° пн. ш. 86.100° зх. д. | 44 (8 загиблих та 36 вцілілих)  |       |
| 16                                                                | 12 липня 1942    | KrvKpt. Ганс-Людвіг Вітт | Tachirá          | суховантажне судно | США             | 2 325                 | 2100 тонн какао, дівідіві та кави |               | потоплено 18°15′ пн. ш. 81°45′ зх. д. / 18.250° пн. ш. 81.750° зх. д.  | 38 (5 загиблих та 33 вцілілих)  |       |
| 17                                                                | 19 липня 1942    | KrvKpt. Ганс-Людвіг Вітт | Port Antonio     | суховантажне судно | Норвегія        | 1 266                 | кава |               | потоплено 23°39′ пн. ш. 84°00′ зх. д. / 23.650° пн. ш. 84.000° зх. д.  | 24 (13 загинуло та 11 вціліло)  |       |
| 18                                                                | 23 липня 1942    | KrvKpt. Ганс-Людвіг Вітт | Onondaga         | суховантажне судно | США             | 2 309                 | магнієва руда |               | потоплено 22°40′ пн. ш. 78°44′ зх. д. / 22.667° пн. ш. 78.733° зх. д.  | 34 (20 загиблих та 14 вцілілих) |       |
| Шостий похід (28.09.1942—06.01.1943, 101 доба; Лор'ян—Лор'ян)     |                  | KrvKpt. Ганс-Людвіг Вітт |                  |                    |                 |                       | |               |                                                                        |                                 |       |
| 19                                                                | 16 жовтня 1942   | KrvKpt. Ганс-Людвіг Вітт | Trafalgar        | суховантажне судно | Норвегія        | 5 542                 | 7900 тонн генеральних вантажів, у тому числі 1100 тонн соняшникової олії, 2400 тонн мокрої солоної шкіри, 2000 тонн солонини та 200 тонн квебрахо |               | потоплено 25°30′ пн. ш. 52°00′ зх. д. / 25.500° пн. ш. 52.000° зх. д.  | 43 (усі вижили)                 |       |
| 20                                                                | 23 жовтня 1942   | KrvKpt. Ганс-Людвіг Вітт | Reuben Tipton    | суховантажне судно | США             | 6 829                 | 3000 тонн хромової руди, 2000 тонн каучуку, 600 тонн кокосової олії та 3000 тонн генеральних вантажів                                             |               | потоплено 14°33′ пн. ш. 54°51′ зх. д. / 14.550° пн. ш. 54.850° зх. д.  | 54 (3 загиблих та 51 вцілілий)  |       |
| 21                                                                | 30 жовтня 1942   | KrvKpt. Ганс-Людвіг Вітт | West Kebar       | суховантажне судно | США             | 5 620                 | 5600 тонн марганцевої руди, 950 тонн пальмової олії, 940 тонн червоного дерева, 60 тонн гуми та 200 тонн генеральних вантажів                     |               | потоплено 14°57′ пн. ш. 53°37′ зх. д. / 14.950° пн. ш. 53.617° зх. д.  | 57 (3 загиблих та 54 вцілілих)  |       |
| 22                                                                | 5 листопада 1942 | KrvKpt. Ганс-Людвіг Вітт | Meton            | танкер             | США             | 7 027                 | 66000 барелів бункерного мазуту «С» | Конвой TAG 18 | потоплений 12°21′ пн. ш. 69°21′ зх. д. / 12.350° пн. ш. 69.350° зх. д. | 50 (1 загинув та 49 врятовані)  |       |
| 23                                                                | 5 листопада 1942 | KrvKpt. Ганс-Людвіг Вітт | Astrell          | танкер             | Норвегія        | 7 595                 | 10 500 тонн мазуту | Конвой TAG 18 | потоплений 12°21′ пн. ш. 69°21′ зх. д. / 12.350° пн. ш. 69.350° зх. д. | 43 (1 загинув та 42 врятовані)  |       |
| Сьомий похід (11.03—29.05.1943, 80 діб; Лор'ян—Лор'ян)            |                  | KrvKpt. Ганс-Людвіг Вітт |                  |                    |                 |                       | |               |                                                                        |                                 |       |
| 24                                                                | 2 квітня 1943    | KrvKpt. Ганс-Людвіг Вітт | Melbourne Star   | суховантажне судно | Велика Британія | 12 806                | 8285 тонн державних запасів та генеральних вантажів, включаючи боєприпаси та торпеди                                                              |               | потоплено 28°05′ пн. ш. 57°30′ зх. д. / 28.083° пн. ш. 57.500° зх. д.  | 117 (113 загинули та 4 вижили)  |       |
| 25                                                                | 24 квітня 1943   | KrvKpt. Ганс-Людвіг Вітт | Santa Catalina   | суховантажне судно | США             | 6 507                 | 6700 тонн вантажів за ленд-лізом, включаючи танки, сталь, шини, бензин, стрілецьку зброю та палубний вантаж                                       |               | потоплено 30°42′ пн. ш. 70°58′ зх. д. / 30.700° пн. ш. 70.967° зх. д.  | 95 (усі вижили)                 |       |
| 26                                                                | 4 травня 1943    | KrvKpt. Ганс-Людвіг Вітт | Panam            | танкер             | Панама          | 7 277                 | баласт | Конвой NK 538 | потоплений 34°11′ пн. ш. 76°12′ зх. д. / 34.183° пн. ш. 76.200° зх. д. | 51 (2 загинули та 49 вижили)    |       |
| Дев'ятий похід (12.10.1943—31.01.1944, 112 діб; Сен-Назер—Лор'ян) |                  |                          |                  |                    |                 |                       | |               |                                                                        |                                 |       |
| 27                                                                | 4 грудня 1943    | Oblt. Ріхард фон Гарпе   | Libertad         | суховантажне судно | Куба            | 5 441                 | 8 000 тонн цукру | Конвой KN 280 | потоплено 34°12′ пн. ш. 75°20′ зх. д. / 34.200° пн. ш. 75.333° зх. д.  | 43 (25 загинули та 18 вціліли)  |       |
| Десятий похід (22.03—19.07.1944, 120 діб; Лор'ян—Лор'ян)          |                  | Oblt. Ріхард фон Гарпе   |                  |                    |                 |                       | |               |                                                                        |                                 |       |
| 28                                                                | 6 травня 1944    | Oblt. Ріхард фон Гарпе   | Anadyr           | суховантажне судно | Велика Британія | 5 278                 | 7791 тонна генеральних вантажів та державних запасів, у тому числі олії в бочках                                                                  | Конвой TJ 30  | потоплено 28°05′ пд. ш. 57°30′ зх. д. / 28.083° пд. ш. 57.500° зх. д.  | 53 (6 загинули та 47 вижили)    |       |
| 29                                                                | 11 травня 1944   | Oblt. Ріхард фон Гарпе   | Empire Heath     | суховантажне судно | Велика Британія | 6 643                 | залізна руда |               | потоплено 29°31′ пд. ш. 29°50′ зх. д. / 29.517° пд. ш. 29.833° зх. д.  | 58 (57 загинули та 1 вцілів)    |       |